# Баланофора
Баланофора (лат. Balanophora) — род паразитических бесхлорофилльных травянистых растений семейства Баланофоровые (Balanophoraceae). Объём рода — около двадцати видов.

## Распространение
Ареал рода охватывает территории Азии с умеренным и тропическим климатом, острова Тихого океана (в том числе три вида встречаются на Филиппинах), тропические зоны Австралии, Коморские острова, Мадагаскар, а также тропическую Африку.

## Биологическое описание
Представители рода, как и все баланофоровые — бесхлорофилльные многолетние травянистые растения, паразитирующие на корнях других растений. Листья имеют вид крупных чешуй.
У всех видов баланофоры имеются разветвлённые клубни, которые могут быть подземными или надземными. Через эти клубни осуществляется контакт растения-хозяина с растением-паразитом, при этом такой клубень образован тканями обоих растений-партнёров.
В клубнях эндогенно закладываются соцветия, которые по мере роста становятся похожи на грибные плодовые тела. Цветки мелкие, всегда однополые, с редуцированным околоцветником. Женские цветки более мелкие, чем мужские, и более упрощены, при этом строение женских цветков у представителей рода является наиболее простым во всём семействе. Семязачатки также являются сильно упрощёнными.
Плоды очень мелкие — самые мелкие среди цветковых растений. К примеру, у баланофоры грибоподобной (Balanophora fungosa) плоды имеют размер 0,4—0,5 x 0,3—0,4 мм. Семена — с редуцированным зародышем и относительно обильным эндоспермом, также очень мелкие; например, у баланофоры грибоподобной — около 0,25 мм в диаметре (но не самые мелкие среди растений, у многих орхидей семена ещё мельче).

## Использование
Некоторые виды баланофоры применяют в Азии в народной медицине.
Раньше высушенные стебли баланофоры использовали в качестве свечей по причине высокого содержания в них хорошо горящего воскообразного вещества баланофорина.

## Виды
По информации базы данных The Plant List (2013), род состоит из 19 видов:
- Balanophora abbreviata Blume. Это растение более известно под названием, которое сейчас входит в его синонимику: Balanophora hildebrandtii Rchb.f. — Баланофора Хильдебрандта
- Balanophora dioica R.Br. ex Royle — Баланофора двудомная
- Balanophora elongata Blume
- Balanophora fargesii (Tiegh.) Harms
- Balanophora fungosa J.R.Forst. & G.Forst. typus[5] — Баланофора грибоподобная
- Balanophora harlandii Hook.f.
- Balanophora involucrata Hook.f. & Thomson — Баланофора обвёрнутая
- Balanophora japonica Makino — Баланофора японская
- Balanophora latisepala (Tiegh.) Lecomte
- Balanophora laxiflora Hemsl.
- Balanophora lowii Hook.f. — Баланофора Лоу
- Balanophora nipponica Makino
- Balanophora papuana Schltr. — Баланофора папуасская
- Balanophora polyandra Griff. — Баланофора многотычинковая
- Balanophora reflexa Becc.
- Balanophora subcupularis P.C.Tam
- Balanophora tobiracola Makino
- Balanophora wilderi Setch.
- Balanophora yakushimensis Hatus. & Masam.

Ещё три названий видов этого рода имеют в The Plant List статус unresolved name, то есть имеются сомнения, считать ли эти описанные виды самостоятельными либо их названия следуют свести в синонимику других видов.
Ещё один вид, эндемик Филиппин, был описан в 2014 году: Balanophora coralliformis Barcelona, Tandang & Pelser — Баланофора коралловидная. Вид отличается не подземными, как у других видов баланофоры, а надземными клубнями, по своему внешнему виду напоминающими веточки кораллов. Этот вид в 2015 году был включён в Top 10 New Species («Десять самых замечательных видов») — ежегодно составляемый Международным институтом по исследованию видов список наиболее примечательных биологических видов, описанных в предыдущем году.